# Poecilus cupreus
Espèce
Synonymes
- Carabus cupreus (nom original)
- Carabus caerulescens Linnaeus, 1758
- Poecilus graecus Heyden, 1887
- Poecilus calabrus Flach, 1907

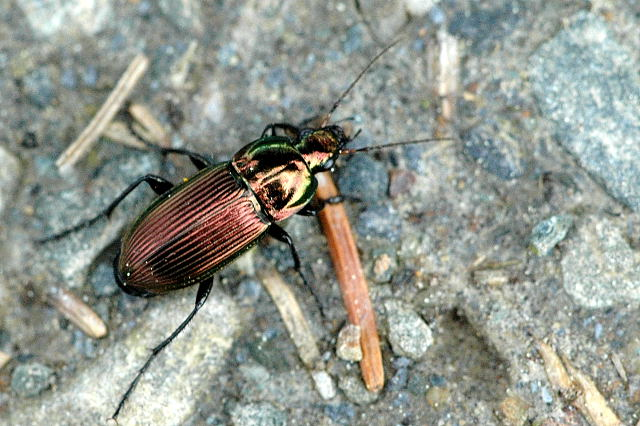
Poecilus cupreus, Ardennes belges

Poecilus cupreus est une espèce d'insectes coléoptères de la famille des Carabidae.
Selon les classifications, il est placé dans la sous-famille des Harpalinae ou des Pterostichinae.

## Description
Corps long de 9 à 13 mm, vert cuivreux, parfois noir bleuté. Ses pattes sont noires ou rouges.

## Liens externes

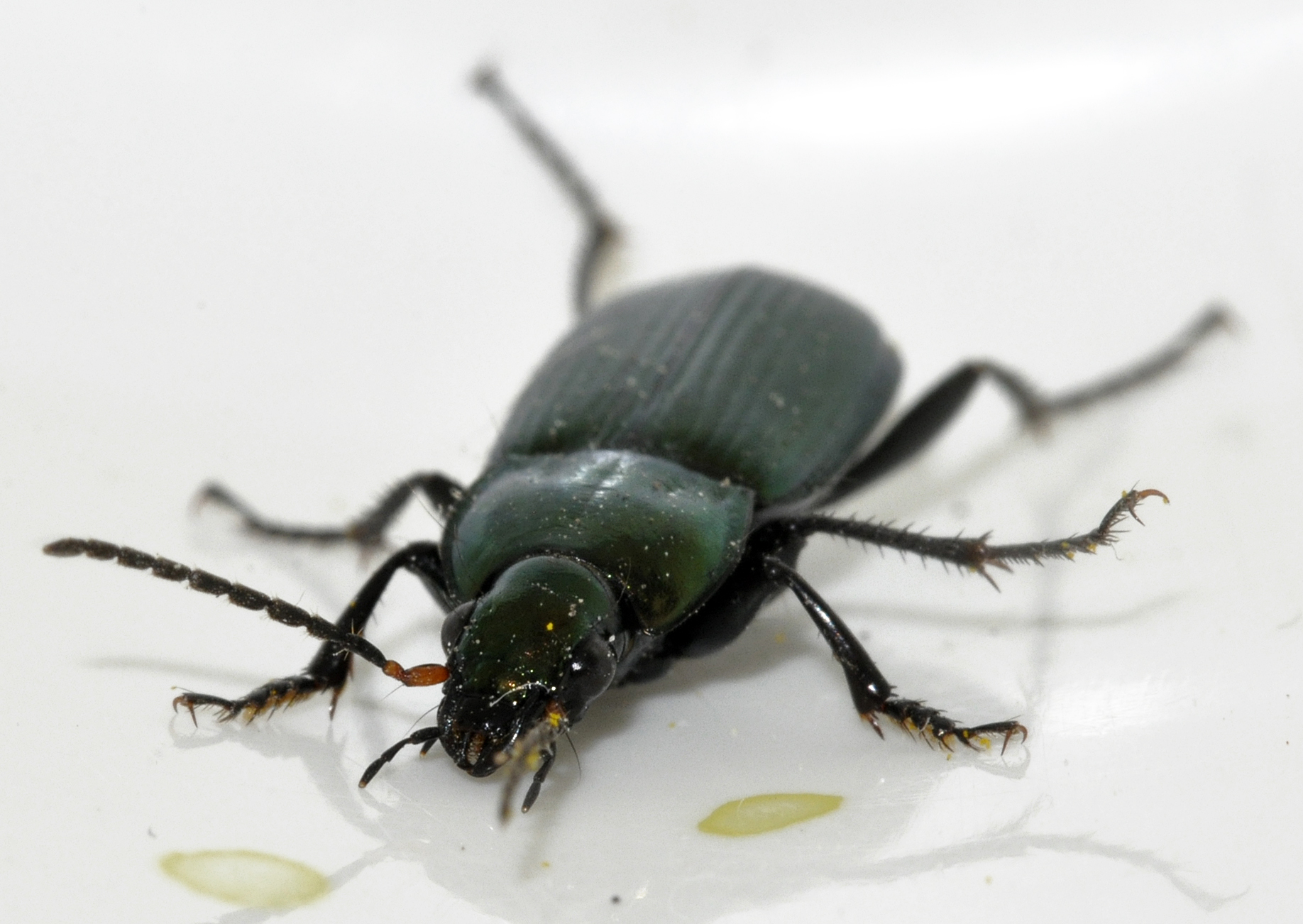
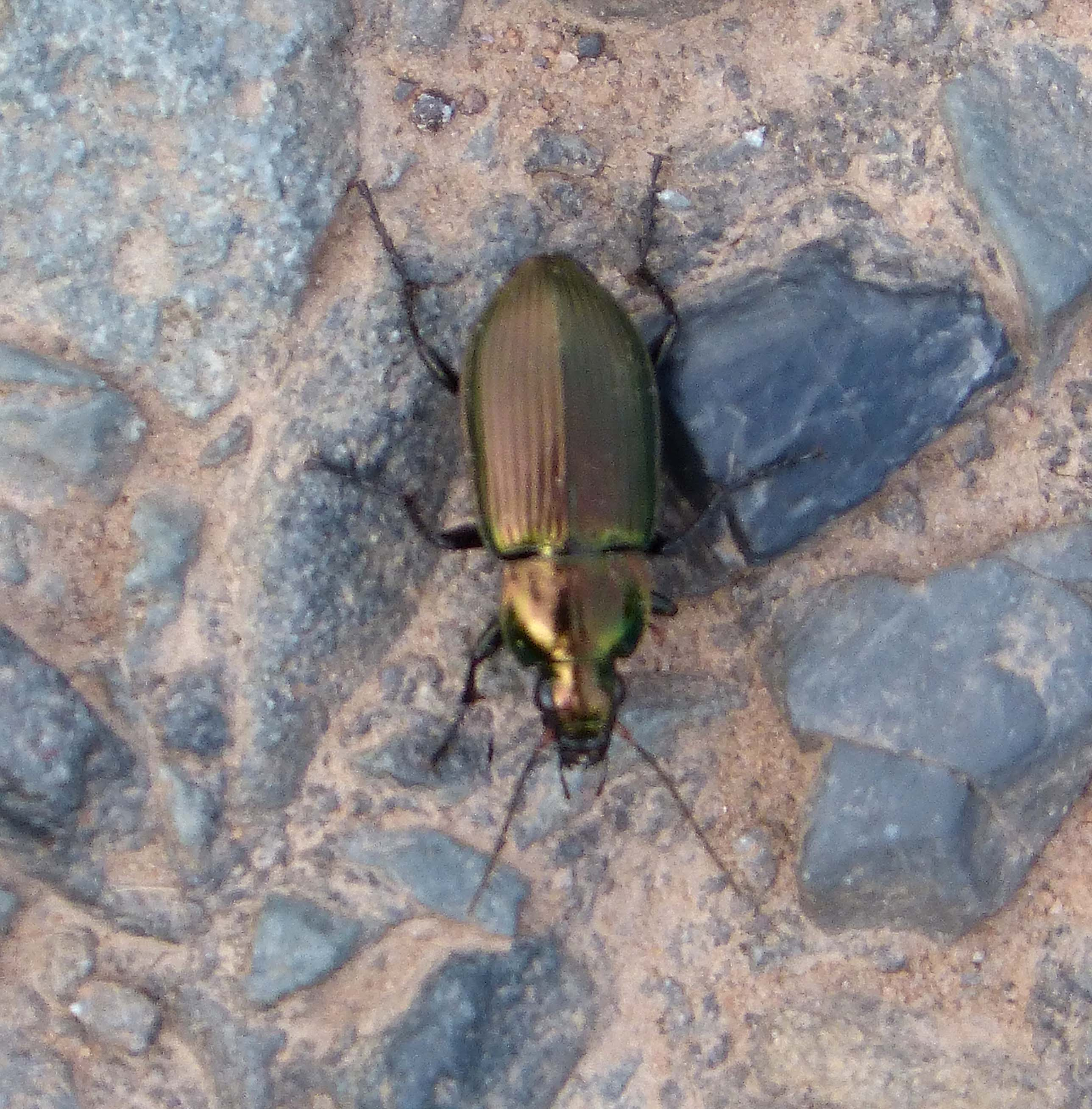
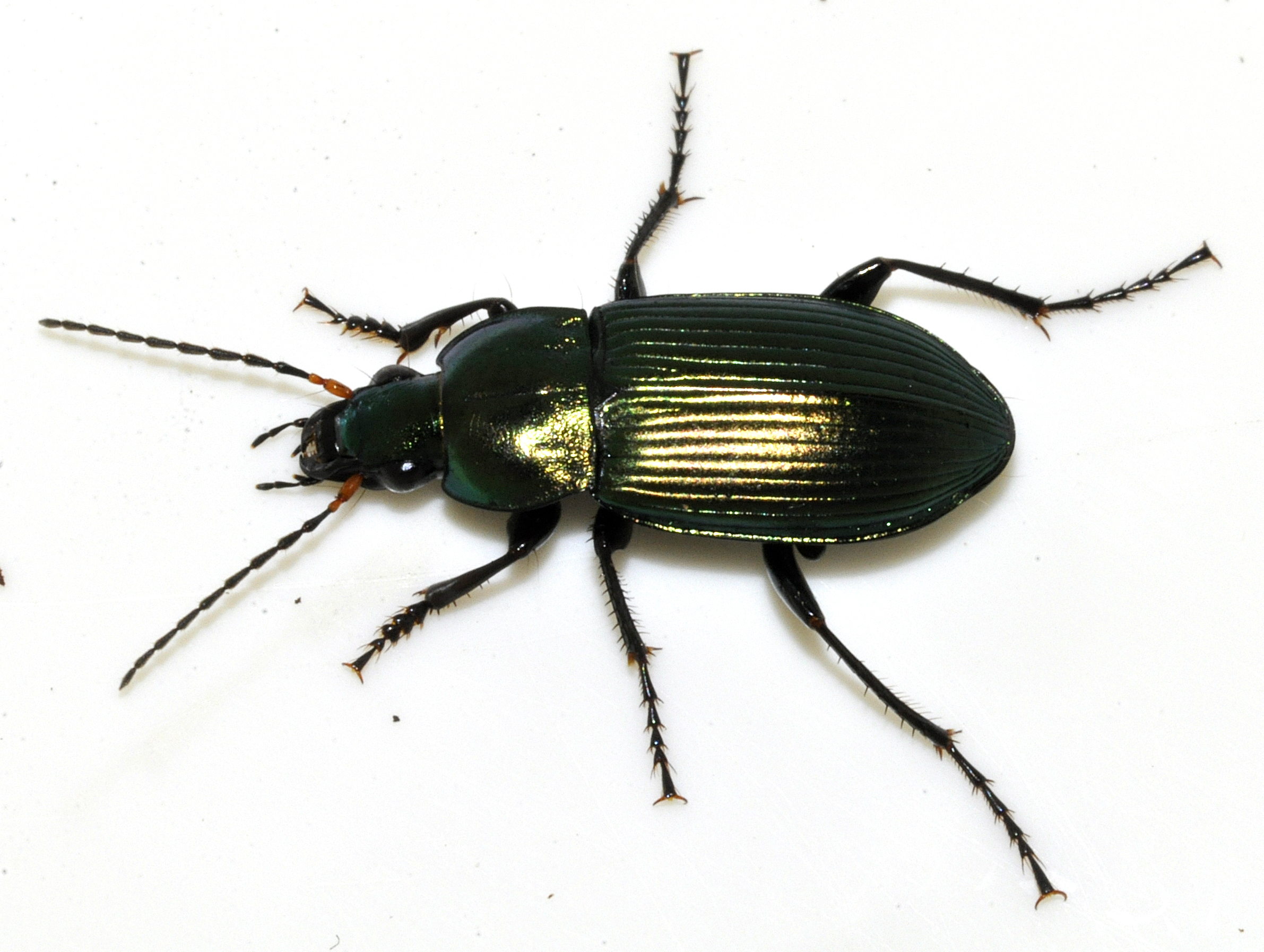

## Biologie
Capable de voler, l'adulte apparaît en France en avril - mai. Il fréquente les prés, les champs où il se cache sous les pierres, les végétaux… Il se nourrit de limaces et de nombreux autres insectes nuisibles aux cultures (dont des pucerons).[réf. nécessaire] C'est notamment un prédateur du méligèthe du colza (Meligethes aeneus), qu'il consomme en plus grand nombre avec l'augmentation de la température.